# Kelly Vanderbeek
Pour les articles homonymes, voir Vanderbeek.
Kelly VanderBeek, née le 21 janvier 1983 à Kapuskasing (Ontario), est une skieuse alpine canadienne, spécialiste des épreuves de vitesse.

## Biographie
C'est en regardant Kerrin Lee-Gartner remporte le titre olympique de descente en 1992 qu'elle décide de se lancer dans le ski alpin.
Elle et son mari, le kayakiste David Ford, habitent à Canmore, en Alberta. Même si elle s’est entraînée dans de nombreux clubs de ski au fil du temps, elle considère que le Chicopee Ski Club, de Kitchener, en Ontario est son club de course.
VanderBeek fait ses débuts dans la Coupe du monde en novembre 2001 et marque ses premiers points lors de la saison 2003-2004. Entre-temps, elle gagne deux médailles de bronze en super G aux Championnats du monde junior en 2002 et 2003.
En 2006, elle prend part aux Jeux olympiques de Turin, où elle prend la quatrième place du super G, à seulement trois centième de la troisième Alexandra Meissnitzer. En décembre 2006, elle monte sur son premier podium dans la Coupe du monde en terminant troisième du super G de Lake Louise, puis sur deux autres podiums et descente lors de la saison suivante à Sankt Anton et Sestrières.
Elle reçoit quatre sélections aux Championnats du monde entre 2003 et 2009, obtenant comme meilleur résultat une vingtième position en combiné en 2003 à Saint-Moritz.
En décembre 2009, elle se blesse sévèrement aux jambes à l'entraînement à Val d'Isère : elle se rompt le ligament croisé antérieur et se fracture le tibia notamment, ce qui l'empêche de défendre ses chances aux Jeux olympiques de Vancouver 2010. Elle parvient à revenir pour participer à quelques courses de Coupe du monde en 2012, avant de prendre sa retraite sportive en 2013.

## Palmarès

### Jeux olympiques
| Épreuve / Édition | Turin 2006 |
| Super G           | 4e         |
| Descente          | 24e        |

### Championnats du monde
| Épreuve / Édition | Saint-Moritz 2003 | Bormio 2005 | Åre 2007 | Val d'Isère 2009 |
| Descente          | 24e               | 23e         | Abandon  | 21e              |
| Super G           | 28e               | 25e         | Abandon  | 23e              |
| Combiné           | 20e               |             |          |                  |

### Coupe du monde
- Meilleur classement général : 20e en 2007.
- 3 podiums.

#### Classements détaillés
| Saison/Classement | Général | Descente | Super G |
| Saison/Classement | Class.  | Class.   | Class.  |
| ----------------- | ------- | -------- | ------- |
| 2004              | 87e     | 34e      | -       |
| 2005              | 55e     | 33e      | 21e     |
| 2006              | 45e     | 31e      | 16e     |
| 2007              | 20e     | 8e       | 9e      |
| 2008              | 19e     | 5e       | 17e     |
| 2009              | 34e     | 15e      | 21e     |
| 2010              | 75e     | 35e      | 35e     |

### Championnats du monde junior
- Médaille de bronze du super G en 2002 à Tarvisio.
- Médaille de bronze du super G en 2003 au Briançonnais.

### Coupe nord-américaine
- Première classement de la descente en 2002.
- 11 podiums, dont 4 victoires.